# Síndrome de Jacobsen
El síndrome de Jacobsen es una enfermedad congénita muy poco frecuente, provocada por una alteración cromosómica consistente en la deleción parcial del brazo largo del cromosoma 11 humano.  La primera descripción fue realizada por la genetista danesa Petrea Jacobsen (1914-1994) en 1973.

## Epidemiología
Se presenta un caso por cada 100.000 niños nacidos por lo que se considera una enfermedad rara. Es el doble de frecuente en mujeres en relación con los varones.

## Cuadro clínico
Las principales alteraciones consisten en retraso mental, retraso del desarrollo psicomotor, malformaciones del corazón, riñón, aparato digestivo, sistema nervioso central y aparato genital.  El aspecto facial es característico con ojos más separados de los normal -hipertelorismo - , párpados caídos - ptosis palpebral - , coloboma de iris, nariz ancha y orejas de implantación baja.  En los análisis de sangre suele aparecer disminución del número de plaquetas.
La mayor parte de los afectados presentan la anomalía genética en todas sus células, pero en algunos pacientes algunas células tienen el trastorno y otras no, fenómeno que se conoce como mosaicismo y hace que los síntomas sean de menor gravedad.